# Богенбайский сельский округ
Богенба́йский се́льский окру́г (каз. Бөгенбай ауылдық округі) — административная единица в составе городской администрации Степногорска Акмолинской области. Административный центр — село Байконыс.

## История
В 1989 году существовали Богембайский сельсовет (сёла Богенбай и Мирное) и Степногорский сельсовет (село Степногорское) в составе Аккольского района.
Позже село Степногорское было в составе Минского сельского округа, с 2009 года в составе Богенбайского сельского округа как административный центр.
Село Мирное было упразднено в 2009 году.
В 2013 году Богенбайский сельский округ был включен в состав городской администрации Степногорска.
В 2019 году село Степногорское было переименовано в село Байконыс.

## Население
| Численность населения | Численность населения | Численность населения |
| 1989                  | 1999                  | 2009                  |
| --------------------- | --------------------- | --------------------- |
| 1726                  | ↘581                  | ↘196                  |

## Состав
В состав сельского округа входят 2 населённых пункта.
| № | Населённый пункт | Тип населённого пункта       | Население, 1989 | Население, 1999 | Население, 2009 |
| - | ---------------- | ---------------------------- | --------------- | --------------- | --------------- |
| 1 | Байконыс         | село, административный центр | 1 627           | 990             | 476             |
| 2 | Богенбай         | село                         | 1 588           | 581             | 195             |
| 3 | Мирное           | село (бывшее)                | 138             | -               | 1               |

## Экономика
В округе работают 3 крестьянских хозяйства, 26 личных подсобных хозяйств. Основным занятием является животноводство. Активно идет развитие животноводства
КРС на начало 2021 года: всего 1344 голов, из них дойных коров — 563 голов, овец — 2982 голов, лошадей — 551.

## Объекты округа
В селе Байконыс функционирует средняя ощеобразовательная школа с детским мини-центром, в селе Богенбай находится начальная школа.